# 박칼린
박칼린(영어: Kolleen Park 콜린 박[*], 1967년 5월 1일 ~ )은 대한민국에서 활동하는 미국의 뮤지컬 연출가, 대학 교수이다. 뮤지컬 배우, 연극 배우, 보컬 트레이닝 전문가, 예술 감독 등 공연계에서 많은 직업을 거쳐왔다.

## 이력
그녀는 미국에서 유학 중이던 아버지 '박근실'과 리투아니아계 미국인 어머니 '아이린' 사이에서 태어나 내내 대한민국 부산직할시(현재 부산광역시)에서 살면서 한국 전통 문화를 습득했고 한국 무용과 피아노로 음악 예술을 시작했으나 9살에 다시 미국으로가 첼로를 배우다가 다시 한국으로 돌아와 경남여고 2년을 다니느라 부산에서 생활했다. 다시 미국 캘리포니아 칼아츠에 진학해 첼로를 전공했으나 1991년 돌연 국악을 배우려 입국. 서울대학교 국악 대학원에 입학하여 명창 박동진에게 발탁되어 판소리를 사사했다. 이후 부산 시립극단에서 연극배우로 활동하다가 1995년 창작 뮤지컬 《명성황후》로 대한민국 음악감독 1호가 되었다. 2002년 《오페라의 유령》, 2004년 《노트르담의 곱추》, 2006년 《아이다》, 2009년~2010년 《시카고》 등등 70편이 넘는 작품을 선보이고 2010년에는 KBS 《남자의 자격》 <하모니>편에 출연하여 큰 화제를 불러일으키면서 대중적인 인지도를 높였다. 현재 킥 뮤지컬 아카데미 대표이다.

## 생애

### 어머니와 아버지의 만남
아버지는 1950년대에 미국으로 유학을 다녀올 정도로 인텔리였다. 대통령이던 이승만이 크리스마스때 미국 유학생들에게 친필로 카드를 보낼정도였다. 어머니는 5살 때 리투아니아에서 미국으로 이민을 갔다. 1944년 고향 리투아니아가 구 소련에 흡수되었기 때문에 이를 피하기 위해서었다. 아버지가 대학 2학년이던 시절 어머니가 신입생으로 들어왔다. 어머니는 성악 공부를 한적이 있었고 각 나라의 전통 노래를 배웠는데 그중에 아리랑이 끼어있었다. 1950년대였던 당시에도 180cm가 넘을정도로 키가 컸던 아버지는 동양 학생들 사이에서 눈에 띄었다. 어머니는 아버지를 놀리기 위해 배워온 아리랑을 불렀고 이후 둘의 연애가 결혼으로까지 이어졌다. 둘다 전쟁을 겪었던 아픔과, 비슷한 크기에 멀리있던 조국이 공감대를 불러일으켰던 것이다. 박칼린은 그리하여 세 딸 중 막내로 태어났다. 박칼린은 어머니에 대해 "생명력이 강하시고 삶과 인간을 사랑하고 사람과의 대화를 중시했다"고 말했다. 아버지는 모든 상황을 묵묵히 지켜보면서 필요할때만 말을 건네는 성격이다. 국제 결혼이 흔치 않던 시절 아버지는 부모님한테 허락을 받지 않고 결혼을 해 세 명의 딸을 낳은 상태였고 가족사진을 사촌형님한테 보내 "부모님한테 잘 말해달라"고 일방적으로 통보해버렸다. 어머니는 당시 부산 수영국제공항을 통해 세 딸을 끌어안고 먼저 한국에 와 시부모님한테 먼저 인사를 드렸다. 이를 본 친할머니는 두 달을 드러눕고 말았다. 일이 남아있던 아버지는 2~3달 뒤에나 한국에 왔다.

### 어린 시절
미국에서 태어나 어릴적 한국에 온 후 부산에서 7년을 살아온 박칼린은 처음으로 부산 사투리를 배웠다. 게다가 친척들중엔 전라도 출신이 많아 전라도 말과, 경상도 말, 일본에서 태어난 아버지가 쓰던 일본말까지 다양한 언어를 쓰면서 자라왔다. 그러나 연극을 한 이후로 표준어를 쓰게 됐다.
부산에서 지낸 어린 박칼린은 내성적으로 말을 거의 하지 않고 지냈다. 그러나 서구식 외모에 대한 컴플렉스를 가지진 않았다. 8살때부터 화교 학교도 다닌 박칼린은 그곳에서 중국어(한어)도 쓰려고 노력하면서 언어와 국적의 장벽은 느끼지 못하고 살았다. 그러던 어느날 앞집 언니 친구들이 학교 숙제로 모래주머니를 만들어야 된다며 놀이터에 가서 모래를 주워담고 있는데 갑자기 중학생이 오더니 "너는 너희 나라로 가라"며 혼을 냈고 그때 정체성의 혼란을 처음으로 겪었다. 박칼린은 한국무용을 배웠던 큰언니 킴벌리, 개나리합창단원이었던 작은언니 캘리, 성악을 전공했던 어머니 아이린 밑에서 첼로와 피아노를 배웠다. 박칼린은 부산에서 잘 적응했으나 9살이 될 때 가족 모두가 미국으로 떠나게 됐다. 영어 영문학을 전공한 어머니는 10세 이전에 언어를 배우면 억양, 사투리, 발음 등 습득 속도가 월등하다는 것을 알고 있었고 언니들이 11살이 되기 전에 미국 유학을 결정한 것이었다. 그러나 이미 영어를 잊어버린 박칼린은 적응하는데 시간이 필요했다. 미국에 1년 먼저 간 언니들을 따라 1976년 미국에 간 박칼린은 언니들의 얼굴이 기억이 나지 않을 정도였고 공항에서 자신을 부르는 목소리를 들으며 겨우 언니들을 알아봤다. 외모가 서양쪽에 가까워 미국에서 적응이 쉬울 걸로 예상했으나 이미 한국문화에 적응해버린 박칼린은 한국 특유의 문화와 미국문화간의 거리감을 느끼기도 했다. 그렇게 미국에서 지내다가 다시 부산으로 와서 고등학교 생활을 하게 됐다. 여름방학때 할머니를 보러 한국에 놀러왔다가 언니 둘은 다시 미국으로 돌아갔으나 박칼린은 한국에서 그냥 있겠다고 하여 고등학교 2학년을 한국에서 보냈다. 진학한 경남여자고등학교는 명문에 속해있었으나 칠판을 가득 매운 수업내용 등 미국 학교와 확연히 다른 교육방식에 또 다시 적응을 하는데 애를 먹었다. 특히 영어선생님은 미국에서 생활하다 온 박칼린의 눈치를 보며 수업을 하는 웃지못할 상황도 벌어졌다. 공부는 별로 흥미가 없었지만 예술방면에는 관심이 많았다. 연극반 등 특별활동을 하는 재미로 학교를 다녔고 처음으로 무대에도 섰다. 이때 음악을 맡았던 《대왕은 죽지 않는다》란 작품으로 고교경연대회서 대통령상을 수상했고, 대금과 가야금도 배웠다.

### 대학 시절
고등학교를 졸업하고 미국 캘리포니아 예술대학(California Institute of the Arts)에서 첼로를 전공하였는데 대학 재학 중에는 1989년에 대한민국의 MBC 대학가요제에서 《사막의 비》라는 곡으로 참가하여 본선 진출 입상을 한 바 있다. 그 후 대학을 졸업하고 대한민국으로 다시 귀국하여 1991년 서울대학교 국악과 대학원에 입학했다. 7~8살때 부산에서 한국무용을 배우면서 음악에 대한 친밀감이 있었고 국악의 멜로디에 이끌려 국악과에 들어간 것이었다. 이때 무형문화재로 지정되어 판소리를 하던 명창 박동진에게 선택되어 사사했다. 대학원에서 국악과를 다니고 있을 때 하와이에서 열린 명창·명인들의 공연이 있었을 때 박칼린은 무용선생님의 조수로 따라갔다. 당시 박동진을 모시지도 않았었고 같이 몇번 식사한 정도로 서로에 대해 아는 것이 거의 없었으나 마지막날 식사자리에서 박동진이 박칼린에게 "넌 소리를 해야겠다"고 하며 수업료도 받지 않고 박칼린을 가르쳐줬다. 박동진은 박칼린을 인간문화재 후계자인 전수자로 삼고 싶어해 직접 문화재청에 가서 문의했더니 "한국의 문화재를 등록해 매년 지원금도 나오는데 외국인에게 해줄 수는 없다"는 답변을 듣고 무산되기도 했다.

### 뮤지컬과의 인연
박칼린은 미국에서 어렸을때부터 뮤지컬을 접했다. 중학교와 고등학교 다닐 때 연주자와 배우로 뮤지컬에 참여한 경험이 있었다. 1990년대 초반 한국엔 뮤지컬이 별로 없던 시절이었다. 박칼린이 부산에서 연극을 시작해 그게 인연이 되어 서울로 진출해 정극에서 활동하려던 찰나에 뮤지컬 《명성황후》팀에서 음악감독 제의가 들어왔다. 1990년대 초반부터 시작해 1995년에 관객에게 선보인 《명성황후》는 배우도, 시설도 준비되어 있지 않던 황무지였다. 박칼린은 1995년부터 1997년 미국 뉴욕 공연까지 《명성황후》에 참여했다. 일부 제작진들은 외국 출신이던 박칼린에게 불신감을 보이기도 했다. 그러던 중 어느 사건으로 인해 박칼린이 인정받는 계기가 왔다. 《명성황후》대본과 기본작곡은 되어 있었는데 편곡은 전혀 되어있지 않았던 상태였다. 20대 초반이었던 박칼린은 호주로 달려가 피아니스트 둘이 피아노 앞에서 녹음기 하나 켜놓고 백지 상태였던 모든 음향효과와 배경음악 등을 말로 표현하면서 밤새 만들어갔다. 모든 편곡이 완성되고 CD가 완성되어 이를 들고 한국에 오자마자 연습실로 달려가 음반을 들려줬다. 배우와 제작진 30~40명이 모두 앉아 박칼린이 만들어온 것에 주목했다. 주요 장면들의 배경과 조명, 음악들을 목소리로 묘사하고 모든 배역의 노래를 다 부르면서 2시간 넘게 공연을 혼자 재연하자 제작진들의 기립박수가 이어졌다. 이렇게 만들어진 뮤지컬 《명성황후》는 1997년 한국 창작뮤지컬 최초로 미국 브로드웨이에 진출했고 2011년까지 1000회 이상의 공연을 기록했다.

### 남자의 자격 출연
《남자의 자격》 하모니편에 출연해 인기를 얻었고, 칼린이 직접 기획한 컴필레이션 앨범 Kolleen Selects는 발매 3주만에 2만장의 판매량을 기록해 더블 플래티넘 인증을 받았다. 이를 계기로 하루에 200~300통의 전화가 올정도로 많은 섭외요청이 있었다.

## 에피소드
1996년 뮤지컬 《겨울나그네》 공연중 립싱크 사건이 있었다. 뉴욕 극장가 브로드웨이나 런던 극장가 웨스트엔드에서는 립싱크를 하는 경우가 없다. 당시 한 배역을 3명이 연기했는데 갑자기 이 세명이 모두 공연을 못나온다고 통보해버린 것이었다. 자기가 안나가도 서로가 나가면 되겠지 생각하여 스케줄을 잡아버린 탓이었다. 그 배역은 매력적임과 동시에 어려웠던 캐릭터였다. 어쩔 수없이 다른 배우를 3~4일간 벼락치기로 연습을 시키고 작곡가 김형석이 지휘를 하고 박칼린은 연주자 공간인 무대 아래에 숨어서 배우들의 노래를 다 부르며 립싱크를 시켰다.
2010년 시카고 공연에서 여장남자가 등장하는 부분이 있는데 공연의 처음부터 끝까지 치장하고 나와야 했다. 노래도 여자처럼 소프라노 목소리를 내야 했는데 그 목소리를 할 수 있는 배우가 거의 없었다. 감기가 유행이던 시절 제작진에게 빨리 오라는 연락을 받고 달려간 박칼린은 해당 배우의 목소리가 완전히 쓸 수 없는 지경에 이르렀다는 것을 보고서는 몇년 전에 연기했던 배우도 수소문했으나 찾지 못했고 할 수 없이 박칼린이 지휘와 노래를 하면서 배우가 립싱크를 했다.

## 철학
박칼린은 뮤지컬과 <남자의 자격> 방송에서 많은 인기를 얻으면서 박칼린 리더쉽에 대한 이야기도 자주 나오고 있다. 박칼린은 리더쉽에 대해 "아래위 수직이 아닌 수평이다"라고 말한다. 서로 똑같은 중요성을 지니고 진실되게 서로에게 장단점을 말해줄 수 있어야 발전이 있다고 생각하고 변화를 두려워 하지 않는 것이 리더라고 생각한다.

## 학력
- 미국 캘리포니아 예술대학 종합음악과 학사
- 대한민국 서울대학교 대학원 음악학 석사(국악작곡 전공)
- 아일랜드 트리니티 칼리지 (더블린) 음악심리학 (박사)

## 약력
- 2015년 킥 뮤지컬 아카데미 대표
- 2014년 인천 장애인아시아경기대회 개폐회식 총감독
- 2012년 KAC한국예술원 뮤지컬학부 학부장
- 2011년 전주세계소리축제 공동집행위원장
- 2010년 평창동계올림픽 홍보대사
- 2010년 호원대학교 방송연예학부 뮤지컬전공 주임교수
- 2005년 동아방송예술대학 공연예술계열 뮤지컬전공 전임교수
- 1994년 ~ 1996년 에이콤 뮤지컬 아카데미 강사

## 주요 연출 작품

### 뮤지컬
- 《명성황후》
- 《오페라의 유령》
- 《사운드 오브 뮤직》
- 《페임》
- 《렌트》
- 《시카고》
- 《미녀와 야수》
- 《노틀담의 꼽추》
- 《아이다》
- 《한여름 밤의 꿈》 ... 연출 겸 음악 감독[3]
- 《파리의 연인》
- 《넥스트 투 노멀》

## 주요 출연작

### 방송
- 《MBC 베스트셀러극장》- 아이 러브 유 1988년
- 《해피선데이》 - 남자의 자격 남자 그리고 하모니편(KBS 2TV) - 지휘, 감독 2010년
- 《황금어장》 - 《무릎팍도사》 2011년 (MBC)
- 《스타 오디션 위대한 탄생》 2011년 (MBC) - 특별 멘토(김태원의 멘티 중간평가 심사위원)
- 《코리아 갓 탤런트》 2011~2012년 (tvN) - (심사위원)
- 《고쇼》2012년 (SBS) - (게스트)
- 《SNL 코리아》시즌1 2011년 (tvN) - (호스트)
- 《Heart to Heart》 2011년 (아리랑 TV) - MC
- 《황금어장》 - 《라디오스타》 2013년 (MBC)
- 《식객 허영만의 백반기행》2022년 (TV조선) - 게스트
- 2023년 (TV조선)《미스트롯3》-심사위원

### TV 드라마
- 《파리공원의 아침》 (KBS 2TV) 1996년 ... 캐나다에서 온 카미유 르노 역(단역)

### CF
- 신한은행 2010년
- 테그호이어 2011년
- CJ E&M - 반려동물 입양 캠페인 2012년
- 공익광고협의회 공익광고 다양한 가족 - 그런 사연 없어요 2017년

## 수상 내역
- 2010년 KBS 연예대상 특별상
- 2010년 제6회 세상을 밝게 만든 사람들 문화 예술 부문
- 2010년 올해의 여성문화인상
- 2010년 제3회 스타일 아이콘 어워즈 문화 예술 부문
- 2007년 제13회 뮤지컬대상 음악상
- 2006년 제19회 기독교문화대상 뮤지컬부문
- 1990년 연극 불의가면 작곡상
- 1989년 미주 MBC가요제 대상
- 1984년 전국 청소년 연극제 연기상

## 같이 보기
- 이경규 (부산초량초등학교 선배)
- 렌트 (en:Rent (musical))
- 신보라 (제자로 많이 알려짐)